# Обна лез Алп
Обна лез Алп (фр. Aubenas-les-Alpes) насеље је и општина у Француској у региону Прованса-Алпи-Азурна обала, у департману Горњопровансалски Алпи која припада префектури Форсалкје.
По подацима из 2011. године у општини је живело 104 становника, а густина насељености је износила 13,11 становника/km². Општина се простире на површини од 7,93 km². Налази се на средњој надморској висини од 650 метара (максималној 780 m, а минималној 480 m).

## Демографија
| 1962. | 1968. | 1975. | 1982. | 1990. | 1999. | 2011. |
| ----- | ----- | ----- | ----- | ----- | ----- | ----- |
| 32    | 38    | 50    | 59    | 51    | 62    | 104   |

График промене броја становника у току последњих година